# Synlycostrobus
Synlycostrobus tyrmensis
Genre
Espèce
Synlycostrobus est un genre éteint de plantes fossiles datant de la fin du Jurassique (Tithonien) et du début du Crétacé (Berriasien), il y a environ entre 152 et 140 Ma (millions d'années).
L'espèce type Synlycostrobus tyrmensis Krassilov, 1978 a été découverte en Sibérie orientale près de la rivière Tyrma qui lui a donné son nom.
On présume qu'il s'agissait de plantes proches des lycopodes.